# توم ستوكر
توم ستوكر (بالإنجليزية: Tom Stalker) (مواليد 30 يونيو 1984) هو ملاكم من المملكة المتحدة، مثّل بلاده في الألعاب الأولمبية الصيفية 2012.

## روابط خارجية
توم ستوكر على موقع بوكس ريك (الإنجليزية) (registration required)
- توم ستوكر على موقع أوليمبيديا (الإنجليزية)
- توم ستوكر على موقع اللجنة الأولمبية البريطانية (الإنجليزية)
- توم ستوكر على موقع اتحاد ألعاب الكومنولث (مؤرشف) (الإنجليزية)